# Barend Pruijt
Barend Pruijt of Pruyt (Aalten, 23 september 1915 – Renkum, 1 februari 1986) was een Nederlands bedrijfseconoom en ondernemer. Hij was hoogleraar bedrijfseconomie aan de Nederlandse Economische Hogeschool (de voorloper van de Erasmusuniversiteit) en was daar in het studiejaar 1954-1955 rector magnificus.

## Levensloop

### Jeugd, opleiding en academische loopbaan
Pruijt werd geboren in 1915 en was de zoon van Willem Marcellus Pruijt, een protestantse rijksambtenaar, en Jannigje Pruijt-de Bruijn. Hij studeerde aan de Nederlandsche Handels-Hoogeschool te Rotterdam, waar hij in 1933 lid werd van van het Rotterdamsch Studenten Gezelschap. In 1939 behaalde hij zijn doctoraalexamen economie.
Na zijn afstuderen ging Pruijt werken bij de Bataafse Internationale Petroleum Maatschappij N.V. (B.I.P.M.). Van 1941 tot 1943 werkte hij bij het ministerie van Economische Zaken. In 1943 stapte hij over naar een accountantskantoor in Amersfoort, waar hij het jaar erop de leiding kreeg.
In 1948 promoveerde hij aan de Nederlandsche Economische Hoogeschool (de nieuwe naam van zijn alma mater) te Rotterdam op een proefschrift getiteld De prijsbeheersingspolitiek tijdens de bezetting 1940-1945. Aldaar werd hij later hoogleraar bedrijfseconomie en diende hij in het jaar 1954-1955 als rector magnificus. Een van zijn promovendi was Theo M. Scholten.

### Verdere werkzaamheden
Pruijt was verder jarenlang lid van de Sociaal-Economische Raad en was enige jaren adviseur voor de SHV Holdings. Begin 1962 nam hij ontslag als hoogleraar en werd bestuurslid van de SHV Holding. Vanaf 1966 was hij voorzitter van de raad van bestuur als opvolger van Jan van Fentener van Vlissingen tot hij in 1975 werd opgevolgd door diens zoon Frits Fentener van Vlissingen. Samen met de broers Jan en Paul Fentener van Vlissingen ontwikkelde hij in de jaren 1960 de zelfbedieningsgroothandel Makro.
Pruijt werd in 1964 bestuurslid van de werkgeversorganisatie VPCW en werd later bestuurslid bij de NCW. Daar werd hij begin 1971 benoemd tot vicevoorzitter als opvolger van H. H. Wemmers.
Pruijt is ook bekend als voorzitter van de commissie-Pruijt, die in opdracht van de SER rond 1965 onderzoek deed naar de opzet van "business schools" in Nederland naar Amerikaans voorbeeld. De aanbevelingen van deze commissie hebben invloed uitgeoefend op de programma's en plannen voor de opzet van bedrijfskunde-onderwijs van sommige technische en economische hogescholen en faculteiten.

### Persoonlijk
Pruijt was op 22 mei 1946 in Amersfoort getrouwd met Jannetje Berends, en ze kregen 5 kinderen.

## Werk

### Het winstbegrip
Met zijn vroege werk heeft Pruijt een bijdrage geleverd aan de ideevorming van het winstbegrip. Een artikel uit 1967 vatte samen:
"... De eigenlijke winst wordt ... als netto-resultaat bepaald nadat alle offers door vervangingsinkopen met zekerheid zijn vastgesteld ; dergelijke resultaten zijn 'functieloze winsten'. Aan B. Pruijt komt de verdienste toe uit de ontwikkelingsgang van de Nederlandse bedrijfsekonomische balansleer de konklusie getrokken te hebben dat een 'absoluut winstbegrip' dient beschouwd te worden als 'een onbereikbaar ideaal', met als alternatief dat een 'doelmatig' winstbegrip betrokken moet worden op het vaststellen van het 'deel van de vermogensaanwas dat 'rationeel voor uitkering vatbaar is', hetgeen niet anders kan worden vastgesteld dan in verband met de doeleinden van het handelen binnen de onderneming."
In Bedrijfseconomische grondslagen van de winstbepaling had Henri Johan van der Schroeff (1975) hierover reeds opgemerkt:
" B. PRUIJT is van mening dat men moeilijk kan volhouden, dat de bedrijfseconomie geen globale waarderingsgrondslagen zou kunnen leveren. Niettemin geeft hij de voorkeur aan de normen van het maatschappelijk verkeer boven wettelijk gespecificeerde normen..."

### Bedrijfskundeonderwijs in Nederland
In het begin van de jaren 1960 kwam er in de Nederlandse universitaire wereld en in de politiek aandacht voor de opzet van universitaire onderwijs gericht op toekomstige leidinggevende functies in het bedrijfsleven. Na een studiereis naar de Verenigde Staten werd door de Sociaal-Economische Raad een studiecommissie opgericht onder leiding van Pruijt, in die tijd hoofddirecteur van de Steenkolen-Handelsvereniging N.V., en Prof. Dr. Jacob Louis Mey. Deze commissie diende te onderzoeken of het Amerikaanse Master of Business Administration onderwijs ook in Nederland kon worden ingevoerd. van Riemsdijk (1999) vatte samen:
"... Deze commissie stelde in haar rapport dat universiteiten geen managers konden afleveren. Wat zij wel konden was het trainen van logisch en accuraat ("zindelijk") denken. Ook het trainen van een interdisciplinaire benaderingswijze van het probleem van leiding en organisatie werd mogelijk geacht. Het eerste moest gerealiseerd worden middels mono-disciplinaire scholing tijdens een pre-kandidaats opleiding in de economische, sociale, technische of juridische wetenschappen. De interdisciplinaire vorming zou in de postkandidaatsfase plaats moeten vinden. De pre-kandidaats fase werd zo gericht op het kenobject van een bepaalde mono-discipline, de doctoraalfase op het ervaringsobject. In die fase moesten de faculteitsgrenzen verdwijnen en een eigen institutioneel kader, in een interfaculteit, ontstaan."
Halverwege de jaren 1960 had men echter ook al zijn bedenkingen tegen de opzet van zo'n interdisciplinaire opleiding. Zo meldde een artikel uit 1966:
"Ik meen, dat ... de Commissie Pruyt bij hun pleidooi voor een interdisciplinaire opleiding er ... van uitgaan, dat het 'hoofdaccent op één bepaalde discipline moet blijven liggen'... Men moet voorts onderscheid maken tussen een interdisciplinaire en een multi-disciplinaire opleiding. In het laatste geval bevat het studieprogramma verschillende vakken die naast elkaar worden bestudeerd. De huidige sociologenopleiding is hiervan een voorbeeld. Bij gebreke aan werkelijke interdisciplinaire kennis komt men doorgaans ook niet verder dan een multidisciplinaire opzet, die misschien een noodzakelijke tussenfase is in de richting van een interdisciplinaire studie.
Het euvel van de meeste multidisciplinaire studieprogramma's is nu, dat zij te veel vakken bevatten, zodat de student van vele wetenschappen iets weet, maar op geen enkel vakgebied tot een zelfstandig wetenschappelijk oordeel in staat is. Onder het motto: het is in de practijk van belang, dat men elkaars taal verstaat, brengt men de student van zoveel wetenschappen iets bij, dat hij misschien wel de anderen enigszins verstaat (zonder tot beoordeling in staat te zijn), maar zelf niets te zeggen heeft. Sommigen zijn kennelijk de opvatting toegedaan, dat men tot critisch oordelen in staat is als men zich van alle aspecten van een verschijnsel bewust is."
In dit artikel uit 1966 is de schrijver van mening, dat wat betreft de specifieke opzet van het bedrijfskundeonderwijs volgens de commissie Pruyt, de bestaande maatschappijwetenschappen te veel met elkaar overlappen:
"Ik wees er reeds eerder op, dat de sociologische theorie zich in formele richting ontwikkelt. Nu hebben de vormaspecten van het sociale leven waarmee de sociologie zich bezighoudt, gedeeltelijk betrekking op een gedragsinhoud, die studieobject is van andere wetenschappen, in casu de economie en de rechtswetenschap... De bestuurswetenschappelijke studie wordt gedacht als een aparte richting binnen de faculteiten der rechtsgeleerdheid, economische wetenschappen en sociale wetenschappen met contacten tussen de faculteiten. [Ondanks dit alles] concludeert de Commissie Pruijt echter tot de wenselijkheid van een interfacultaire post-candidaatsstudie."
In deze commissie zaten naast Pruyt en Mey onder andere Tammo Jacob Bezemer en A.W.J. Caron, lid
van de raad van bestuur van Unilever en later wethouder van Wassenaar.

### Geen bedrijfskundige wetenschap
De commissie Pruyt was voorstander van de invoering van een beperkte bedrijfskundige opleiding in de vorm van een specialisatie na een regulier kandidaatsopleiding in de sociale wetenschap, de economie, rechten of techniek. Dit lichtte ze als volgt toe:
"... De Business-school gedachte houdt niet zozeer in een streven naar de zelfstandige wetenschapsbeoefening als wel een professionele opleiding gericht op de toepassing van wetenschappelijk gefundeerde principes en kundigheden door zijn abituriënten. Dit verschilt niet van bijvoorbeeld de ingenieursopleiding."
De meerderheid in de commissie toonde zich geen voorstander van een zelfstandige bedrijfskundige wetenschap zeer tegen de zin van bijvoorbeeld Tammo Jacob Bezemer, die dit zou blijven promoten en later wel zou realiseren.

### Interfaculteit Bedrijfskunde
In navolging van de Commissie Pruijt werd in 1966 de Commissie Voorbereiding Interfaculteit Bedrijfskunde (CVIB) ingesteld onder leiding van de Delftse hoogleraar Johannes Jan Broeze. Deze commissie heeft onderzocht, hoe het businessschoolconcept in een samenwerking tussen de Nederlandse Economische Hogeschool en de Technische Hogeschool Delft gerealiseerd kon worden.
Binnen deze commissie werd in een werkgroep onder leiding van Tammo Jacob Bezemer de mogelijkheid van een enkelvoudige multidisciplinaire opleiding onderzocht. Bezemer kreeg hiervoor bijval van de bedrijfssocioloog en latere hoogleraar Jan Buiter, maar dat voorstel haalde het toentertijd niet. Dat is pas gerealiseerd in de jaren 1980 met het opgaan van het opgaan van de Interuniversitaire Interfaculteit Bedrijfskunde in de Erasmus Universiteit, sindsdien Rotterdam School of Management genoemd.
In plaats hiervan werd gekozen voor een postkandidaatsopleiding, die in 1968 als Interuniversitaire Interfaculteit Bedrijfskunde onder leiding van Harrie Langman van start ging. Uitgangspunten hierbij waren:
- Een tweejarig programma gericht op de op winstgerichte bedrijven,
- Een multidisciplinaire opzet en wel meer probleemoplossend gericht, dan theoriegericht.

Een specifiek doel was om het probleemoplossend vermogen van studenten te bevorderen. Naar idee van Jan in 't Veld werden hierbij in de studie verschillende probleemgebieden PG's gedefinieerd. De Interuniversitaire Interfaculteit Bedrijfskunde werd in 1972 ondergebracht in het nieuw opgerichte Interuniversitair Instituut Bedrijfskunde.

## Publicaties
- Barend Pruijt. De prijsbeheersingspolitiek tijdens de bezetting 1940-1945, Proefschrift Nederlandsche economische hoogeschool te Rotterdam. Leiden : Stenfert Kroese, 1948.
- B. Pruijt. Solvabiliteit en de wijziging van de fiscale winstbepaling. Mauk, 1951.
- Barend Pruijt. Subjectieve schattingen en beleidselementen bij winstbepaling en winstbestemming. Bohn, 1954.
- Barend Pruijt. Advies over de bedrijfsarbeid van 15-jarige meisjes en 14- en 15-jarige jongens : uitgebracht aan de Staatssecretaris van Sociale Zaken. Publikaties van de Sociaal-Economische Raad ; 1957, no. 11.
- Barend Pruijt, Samenhang en scheiding van sociale economie en bedrijfseconomie : rede uitgesproken op de 31e landdag voor het Nederlands economisch onderwijs op 23 october 1963. Groningen : Wolters.
- Barend Pruijt e.a., Onderwijs en onderzoek inzake leiding van bedrijven en instellingen, Rapport van een studiecommissie, ingesteld door de Commissie Opvoering Produktiviteit van de Sociaal-Economische Raad in overleg met het Nederlands Nationaal Comité van International University Contact for Management Education, 1965.

- International Standard Name Identifier: 0000 0000 2767 3695
- Library of Congress Control Number: n87115101
- Nederlandse Thesaurus van Auteursnamen: 071940324
- Virtual International Authority File: 72900249
- WorldCat: E39PBJdCrJc3bTb99KhYYGbGHC